# Relais 4 × 400 mètres masculin aux championnats du monde d'athlétisme en salle 2012
Navigation
2010 2014
Le relais 4 × 400 mètres masculin des Championnats du monde en salle 2012 a lieu les 10 et 11 mars dans l'Ataköy Athletics Arena.

## Records et performances
Les records du 4 × 400 mètres hommes (mondial, des championnats et par continent) et la meilleure performance mondiale étaient avant les championnats 2012, les suivants :
| Record du monde                | États-Unis Andre Morris Dameon Johnson Deon Minor Milton Campbell | 3 min 02 s 83 | Maebashi     | 7 mars 1999     |
| Record des championnats        | États-Unis                                                        | 3 min 02 s 83 | Maebashi     | 7 mars 1999     |
| Meilleure performance mondiale | Université de l'Arkansas                                          | 3 min 03 s 76 | Fayetteville | 11 février 2012 |
| Record d'Afrique               | Nigeria                                                           | 3 min 09 s 76 | Lisbonne     | 10 mars 2001    |
| Record d'Asie                  | Japon                                                             | 3 min 05 s 90 | Maebashi     | 6 mars 1999     |
| Record d'Amérique du Nord      | États-Unis                                                        | 3 min 02 s 83 | Maebashi     | 7 mars 1999     |
| Record d'Amérique du Sud       | Brésil                                                            | 3 min 10 s 50 | Paris        | 8 mars 1997     |
| Record d'Europe                | Pologne                                                           | 3 min 03 s 01 | Maebashi     | 7 mars 1999     |
| Record d'Océanie               | Australie                                                         | 3 min 08 s 49 | Séville      | 10 mars 1991    |

## Résultats

### Finale
| Rang               | Nation            | Athlètes                                                            | Temps         | Note |
| ------------------ | ----------------- | ------------------------------------------------------------------- | ------------- | ---- |
| Médaille d'or      | États-Unis        | Frankie Wright Calvin Smith Jr. Manteo Mitchell Gil Roberts         | 3 min 03 s 84 | SB   |
| Médaille d'argent  | Royaume-Uni       | Conrad Williams Nigel Levine Michael Bingham Richard Buck           | 3 min 04 s 72 | SB   |
| Médaille de bronze | Trinité-et-Tobago | Lalonde Gordon Renny Quow Jereem Richards Jarrin Solomon            | 3 min 06 s 85 | NR   |
| 4                  | Russie            | Sergey Petukhov Valentin Kruglyakov Semen Golubev Vladislav Frolov  | 3 min 07 s 35 | SB   |
| 5                  | Espagne           | Mark Ujakpor David Testa Samuel García Xavier Carrión               | 3 min 10 s 01 | SB   |
| 6                  | Pologne           | Jakub Krzewina Marcin Marciniszyn Grzegorz Sobinski Lukasz Krawczuk | 3 min 11 s 86 |      |

### Séries
| Rang | Athlète    | Nation                                                                  | Temps         | Note  |
| ---- | ---------- | ----------------------------------------------------------------------- | ------------- | ----- |
| 1    | États-Unis | Frankie Wright Jamaal Torrance Manteo Mitchell Quentin Iglehart-Summers | 3 min 07 s 47 | Q, SB |
| 2    | Espagne    | Mark Ujakpor David Testa Samuel García Xavier Carrión                   | 3 min 10 s 51 | Q, SB |
| 3    | Venezuela  | José Acevedo Omar Longart Alberto Aguilar Freddy Mezones                | 3 min 11 s 11 | NR    |
| 4    | Turquie    | Ali Ekber Kayas Halit Kiliç Mehmet Güzel Yavuz Can                      | 3 min 11 s 28 | NR    |
| 5    | Botswana   | Thapelo Ketlogetswe Isaac Makwala Pako Seribe Zacharia Kamberuka        | 3 min 13 s 21 | NR    |
| —    | Bahamas    | Michael Mathieu La'Sean Pickstock Jameson Strachan Demetrius Pinder     | DNS           |       |

| Rang | Athlètes          | Nation                                                              | Temps         | Note  |
| ---- | ----------------- | ------------------------------------------------------------------- | ------------- | ----- |
| 1    | Royaume-Uni       | Conrad Williams Luke Lennon-Ford Michael Bingham Richard Buck       | 3 min 07 s 45 | Q, SB |
| 2    | Pologne           | Jakub Krzewina Marcin Marciniszyn Grzegorz Sobinski Lukasz Krawczuk | 3 min 07 s 99 | Q, SB |
| 3    | Trinité-et-Tobago | Lalonde Gordon Renny Quow Jereem Richards Jarrin Solomon            | 3 min 08 s 32 | q, SB |
| 4    | Russie            | Sergey Petukhov Valentin Kruglyakov Semel Golubev Vladislav Frolov  | 3 min 08 s 43 | q, SB |
| 5    | Ukraine           | Myhaylo Knysh Volodymyr Burakov Dmytro Bikulov Yevhen Hutsol        | 3 min 08 s 92 | NR    |
| 6    | Tchéquie          | Josef Prorok Petr Lichý Vaclav Barak Theodor Jareš                  | 3 min 09 s 46 | SB    |

## Légende
Records et Performances
- AR : Record continental (area record)
- CR : Record des championnats (championship record)
- MR : Record du meeting (meet record)
- NR : Record national (national record)
- OR : Record olympique (olympic record)
- PR : Record paralympique (paralympic record)
- PB : Record personnel (personal best)
- SB : Meilleure performance personnelle de la saison (season's best)
- WL : Meilleure performance mondiale de l'année (world leader)
- WJR : Record du monde junior (world junior record)
- WR : Record du monde (world record)

Circonstances et Conditions
- DNF : N'a pas terminé (did not finish)
- DNS : N'a pas pris le départ (did not start)
- DQ : Disqualification (disqualification)
- NM : Aucun essai valable enregistré (No Mark)
- Q : Qualifié « directement » au prochain tour (ou à la prochaine compétition), lors d'une compétition majeure, grâce au classement ou à la réalisation des minima (automatic qualifier)
- q : Qualifié au prochain tour (ou à la prochaine compétition), lors d'une compétition majeure, grâce au repêchage ou à la réalisation de l'une des meilleures performances parmi celles des « non qualifiés directement » (grâce au meilleur temps ou à la meilleure distance par exemple) (secondary qualifier)